# Arnaldo Moro
Arnaldo Moro (Zinasco, 7 aprile 1908 – Ascò, 25 luglio 1938) è stato un militare e aviatore italiano, decorato di Medaglia d'oro al valor militare alla memoria nel corso della guerra civile spagnola.

## Biografia
Nacque a Zinasco, provincia di Pavia, il 7 aprile 1908. Stabilitosi a vivere con la famiglia a Torino iniziò a frequentare gli studi presso Liceo scientifico interrompendoli nel maggio 1928 per arruolarsi nella Regia Aeronautica. Nel dicembre dello stesso anno venne ammesso a frequentare il corso preliminare per allievo sergente pilota, e nel maggio 1929 il Comando della 1ª  Zona Aerea Territoriale (Z.A.T. ) di Milano lo dichiarò idoneo a seguire il corso di pilotaggio presso l'aeroporto di Cameri. Nel giugno dello stesso anno fu promosso aviere scelto e nel marzo 1930 primo aviere. Frequentò le Scuole di Osservatore dall'aeroplano (O.A.) e di bombardamento a Vizzola Ticino. Nominato pilota militare nel settembre 1930 fu trasferito alla Scuola di bombardamento sull'aeroporto della Malpensa, venendo promosso sergente pilota nel mese di novembre. Nel gennaio 1931 fu destinato a prestare servizio presso il al 14º Stormo misto di stanza a Ferrara, passando dopo alcuni mesi all'8º Stormo Bombardamento Terrestre di base a Poggio Renatico. Nell'agosto del 1934 prestò servizio alla 195ª Squadriglia del 30º Stormo Bombardamento Terrestre e passato nel febbraio 1935 sull'aeroporto di Lonate Pozzolo, il 7 marzo successivo partì per la Somalia italiana per esigenze legate alla guerra d'Etiopia. Rimpatriò nell’agosto 1936, assegnato al 7º Stormo Bombardamento Terrestre dove fu promosso maresciallo di terza classe. Il 14 luglio 1938 partì per la Spagna e dieci giorni dopo, nel corso di una missione di bombardamento durante la battaglia dell'Ebro, volava a bordo di un bombardiere Fiat B.R.20 Cicogna che fu colpito da una granata antiaerea da 75 mm. La granata esplose all'interno dell'aereo, uccidendo il sergente maggiore Cerruti, e provocando un grosso squarcio nel velivolo e perdite dai serbatoi di carburante. Portatosi al posto di pilotaggio di sinistra, e constatato che i comandi rispondevano abbastanza bene, il capitano Lamberto Fruttini ordinò al resto dell'equipaggio di lanciarsi con il paracadute per cercare di riportare il velivolo alla base in sicurezza. Giunti sulla verticale di Pobla de Masaluca i membri dell'equipaggio si lanciarono tranne il maresciallo  Moro che rimase con lui. Colpito da una nuova raffica di mitragliatrice l'aereo precipitò al suolo causando la morte dei due aviatori. Entrambi vennero decorati con la medaglia d'oro al valor militare alla memoria.

### Fonti
1. 1 2 3 4 5 6 7 8 9 10 11 12  Combattenti Liberazione.
2. 1 2  Gruppo Medaglie d'Oro al Valor Militare 1965, p. 327.
3. 1 2  Ufficio Storico dell'Aeronautica Militare 1969, p. 100.
4. ↑  Ufficio Storico dell'Aeronautica Militare 1969, p. 85.
5. ↑  Medaglie d'oro al valor militare sul sito della Presidenza della Repubblica